# Ritratto di Margherita Gonzaga, principessa di Mantova
Il Ritratto di Margherita Gonzaga, principessa di Mantova è un dipinto a olio su tela  (84x67 cm) di Frans Pourbus il Giovane, databile al 1605 circa e conservato nel Metropolitan Museum di New York.